# Sistema luminoso di avvicinamento

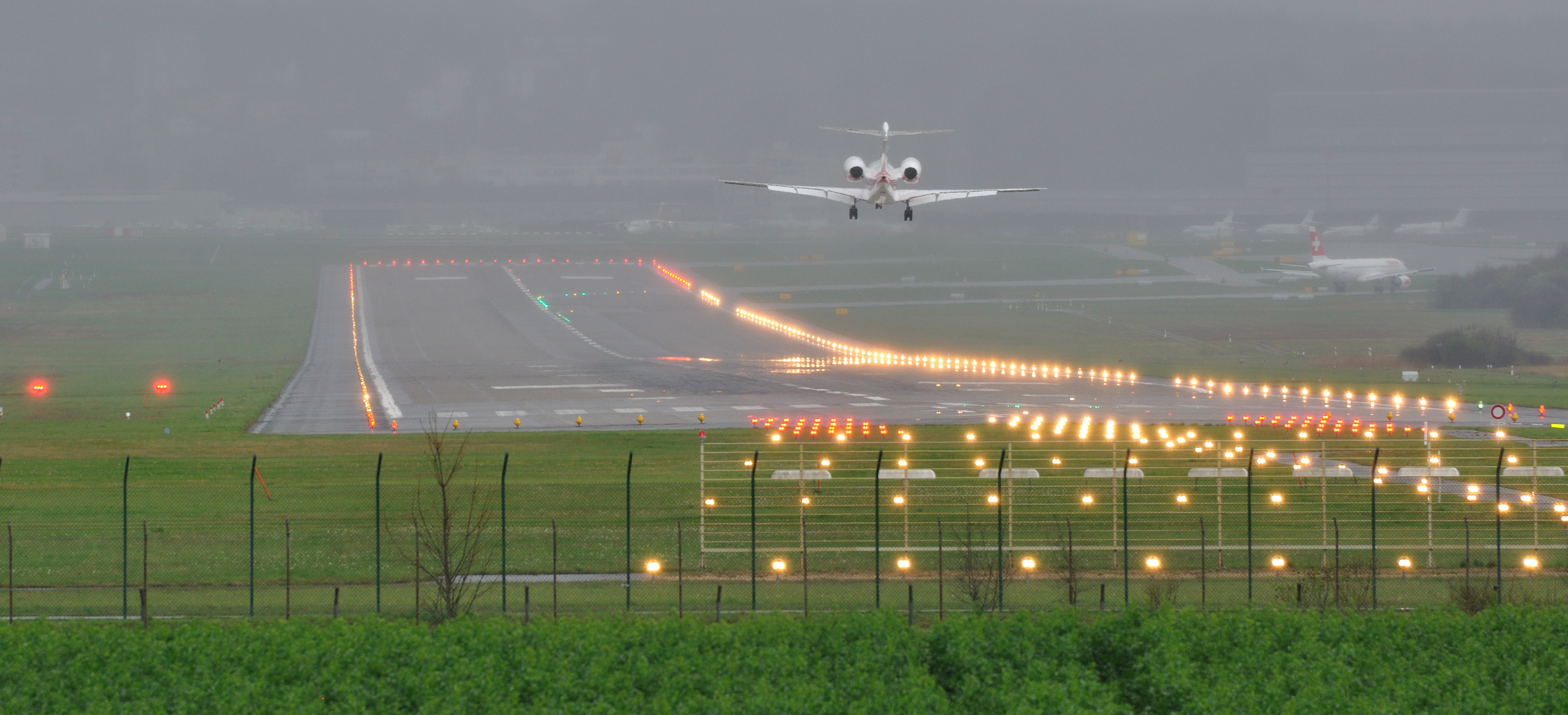
Un sistema ALS installato prima della testata pista 14 presso l'Aeroporto di Zurigo.

Il sistema luminoso di avvicinamento (in inglese: Approach Lighting System, abbreviato in ALS) è un ausilio alla navigazione aerea posizionato al suolo in prossimità di una pista di atterraggio. Viene utilizzato dal pilota durante la fase finale del volo e fornisce, a seconda della tipologia, indicazioni sulla direzione, distanza angolo di discesa ottimali per l'atterraggio. È di particolare utilità in condizioni di scarsa visibilità, di notte e nell'ultima fase di una procedura di avvicinamento strumentale condotta in IFR.

## Caratteristiche generali
Le caratteristiche della visione umana sono ottimali per gestire gli spostamenti sulla superficie ma non quelli all'interno di uno spazio tridimensionale. La necessità di ovviare a tali lacune, che in campo aeronautico determinerebbero maggiori rischi, ha spinto allo studio e all'implementazione di adeguati ausili visivi luminosi posizionati sulle piste e nelle vicinanze degli aeroporti. Nella fasi del volo maggiormente critiche, come l'avvicinamento finale e l'atterraggio, il pilota ha la necessità di avvalersi di sistemi luminosi specifici che lo aiutino a tenere sotto controllo, con l'immediatezza che solo la visione diretta può dare, l'assetto dell'aeromobile rispetto al sentiero ottimale di discesa, l'asse pista, e la distanza da essa.
Le caratteristiche ottimali di questi sistemi luminosi si riassumono nel principio delle quattro C:
- configurazione, cioè apparati accuratamente progettati e installati;
- colore, scelto tra quelli maggiormente visibili e immediatamente interpretabili dai piloti;
- candele, quindi luminosità tale da permettere la loro visibilità anche in condizioni di bassa visibilità ma nel contempo non eccessiva da abbagliare i piloti;
- copertura, ossia indicazioni luminose dirette solo nelle direzioni utili.

Inoltre gli ALS devono avere caratteristiche di frangibilità tali da minimizzare i rischi per gli aeromobili in caso di atterraggi imprecisi.

## Tipologie
Nella categoria degli ALS rientrano varie tipologie di apparati che differiscono per configurazione, informazioni fornite e funzionamento:
- ALS semplice;
- precision approach lighting system (abbreviato in PALS[6]);
- short approach lighting system (abbreviato SALS)
- visual approach slope indicator system (abbreviato in VASIS[6]);
- circling guidance lights (abbreviato in CGL[6]);
- approach light beacon;
- runway alignment indicator (abbreviato in RAI[6]).

### ALS semplice
Consiste in una serie di luci posizionate lungo l'estensione dell'asse centrale della pista d'atterraggio fino a una distanza di non meno di 420 m dalla soglia della pista stessa con serie di luci trasversali della larghezza compresa tra 18 e 30 m posizionate fino a una distanza di 300 m dalla soglia pista. Tale configurazione fornisce al pilota in avvicinamento indicazioni circa la distanza dalla zona di contatto, di allineamento con l'asse pista e di disallineamento dell'aeromobile rispetto al piano orizzontale.
Le luci di un ALS semplice devono essere fisse (non lampeggianti) di colore tale da non essere confuse con altre luci aeronautiche al suolo o con illuminazione circostante. Ciascuna luce, posizionata lungo l'estensione dell'asse centrale della pista, deve essere costituita da una singola lampada oppure da una barra luminosa di minimo 3 m di lunghezza.

### PALS
Il PALS fornisce al pilota in avvicinamento indicazioni di distanza rispetto alla soglia pista, di allineamento con il prolungamento dell'asse pista e di assetto dell'aeromobile rispetto al piano orizzontale. Le piste associate ad avvicinamenti strumentali di precisione devono essere dotate di PALS.
Per piste per le quali siano previste procedure in bassa visibilità di Categoria I, il sistema si compone di una serie di luci bianche poste lungo il prolungamento dell'asse pista, da 60 m prima della soglia fino a 900 m dopo. Le luci sono trifilari 600 m prima, bifilari 300 m prima e monofilari fino alla soglia pista. Sono inoltre installate delle ulteriori luci disposte su cinque linee ortogonali al prolungamento dell'asse pista, di larghezza decrescente man mano che ci si avvicina alla pista: la prima linea è di larghezza pari a 22,5 m posizionata a una distanza di 150 m dalla soglia, la seconda di larghezza pari a 30 m a una distanza di 300 m dalla soglia, la terza di larghezza pari a 37,5 m a una distanza di 450 m dalla soglia, la quarta di larghezza pari a 45 m a una distanza di 600 m dalla soglia, la quinta e ultima di larghezza pari a 52,5 m a una distanza di 750 m dalla soglia.
Le piste per le quali siano previste procedure in bassa visibilità di Categoria II e III, devono essere dotate di un PALS composto da una fila lunga 900 m di lampade costituenti il prolungamento asse pista di colore bianco e posizionate a intervalli di 30 m l'una dall'altra e due file parallele di lampade o di barre luminose rosse posizionate a destra e a sinistra del prolungamento asse pista per la lunghezza di 300 m. Inoltre sono installate, ortogonalmente all'asse pista, due barre trasversali composte da luci bianche posizionate a 150 m e 300 m dalla soglia pista. In particolari casi possono essere previste tre ulteriori barre luminose trasversali posizionate alla distanza di 450 m, 600 m e 750 m dalla soglia pista.
Un sistema PALS molto diffuso è il Calvert.

### VASIS

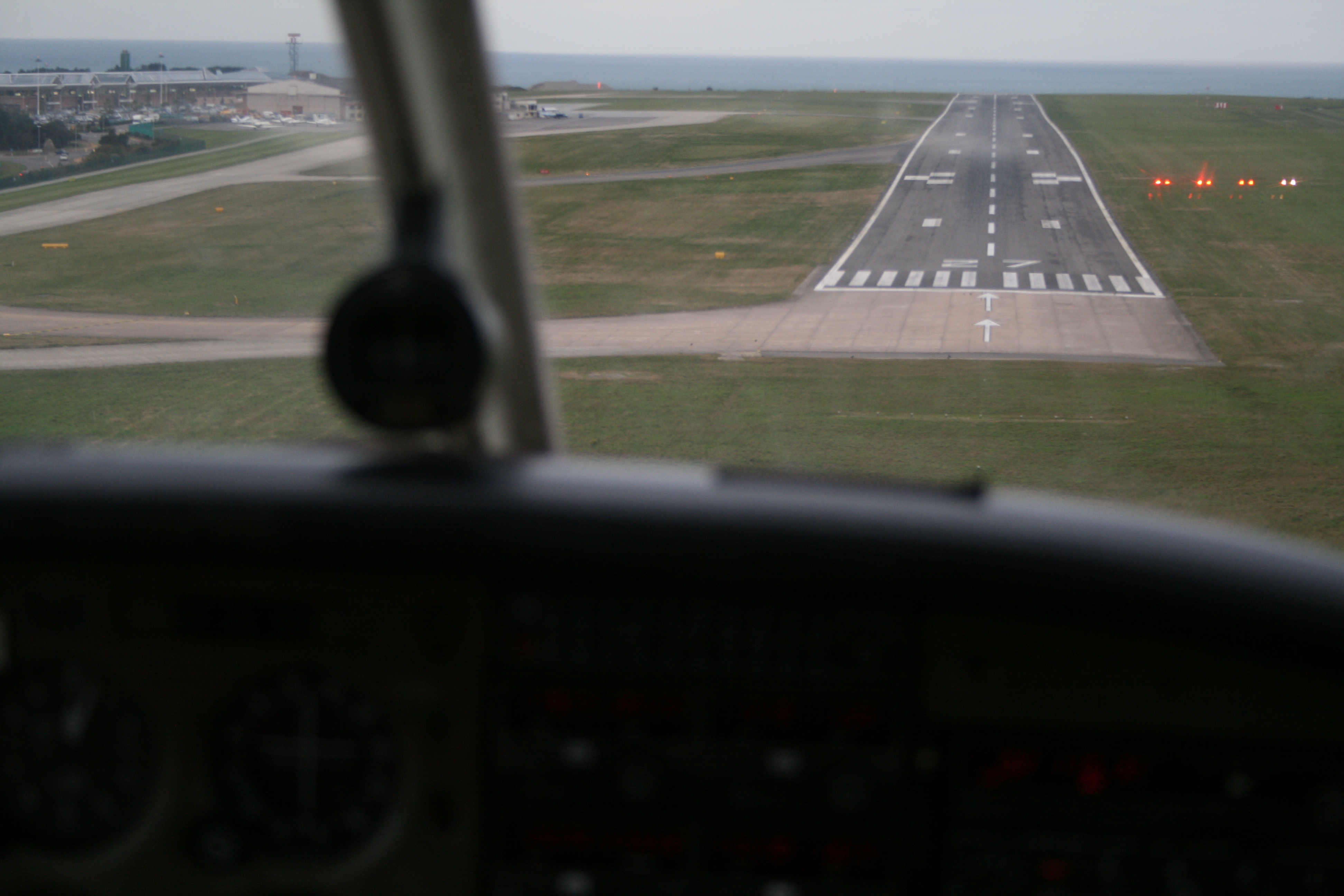
Esempio di PAPI. Visibili le quattro luci, in questo caso emesse da lampade accoppiate e posizionate a destra della pista.

Il VASIS si compone di una serie di luci poste a terra ai lati della zona di contatto della pista (Touch-down Zone) e fornisce visivamente al pilota in avvicinamento indicazioni sull'ottimale angolo di discesa da mantenere per l'atterraggio. A seconda della tipologia di VASIS, il pilota vedrà le lampade di colore o di forma diversa in funzione della sua posizione rispetto al sentiero di discesa.
Modelli particolari di VASIS sono:
- Il T-VASIS, composto da due serie di 10 lampade disposte a croce a destra e a sinistra della pista. Il pilota vedrà solo le quattro lampade del braccio orizzontale illuminate di luce bianca e le altre spente quando sarà sul giusto sentiero di discesa, altrimenti vedrà anche le lampade del braccio verticale superiore accese di luce bianca in numero di uno due o tre rispettivamente se poco, molto troppo alto. Al contrario, il pilota vedrà oltre alle quattro lampade del braccio orizzontale illuminate di luce bianca, anche le lampade del braccio verticale inferiore accese di luce bianca in numero di uno due o tre rispettivamente se poco, molto o troppo basso. Inoltre, qualora pericolosamente basso, il pilota vedrà le quattro lampade orizzontali e le tre del braccio verticale inferiore accese di colore rosso.[2]

- L'AT-VASIS, analogo al T-VASIS ma composto da una sola serie di lampade preferibilmente posizionate a sinistra della pista di atterraggio.[2]
- Il PAPI, composto da quattro lampade disposte su una singola riga orizzontale posizionata a sinistra della pista; qualora ciò non sia materialmente possibile, le lampade potranno essere installate a destra della pista.[2] Le lampade sono studiate in modo da emettere luce bianca al di sopra di un certo angolo e rossa al di sotto. Tale angolo è diverso da lampada a lampada. Il sistema è installato in modo tale che il pilota in avvicinamento sull'ottimale sentiero di discesa veda le due lampade più vicine alla pista di colore rosso e le due più lontane bianche, quando di poco sopra al sentiero veda la luce più vicina alla pista di colore rosso e le tre più lontane bianche, se molto al di sopra, le veda tutte e quattro bianche, se poco al di sotto del sentiero veda le tre luci più vicine alla pista di colore rosso e la più lontana bianca, e quando molto al di sotto del sentiero, veda tutte e quattro le luci di colore rosso.[2] In funzione di tali indicazioni, il pilota regolerà la discesa in modo tale rimanere sempre sul giusto sentiero di discesa.[9]

- L'APAPI, è analogo al PAPI, ma è composto da due sole lampade. Esse sono costruite e installate in modo tale che il pilota in avvicinamento, quando sul giusto sentiero di discesa, veda la lampada più vicina alla pista di colore rosso e quella più lontana bianca, quando sopra al sentiero le veda entrambe bianche oppure, qualora sotto al sentiero, entrambe rosse.[2]

- Il Tri-Color VASI è costituito da una sola lampada posta a sinistra della pista avente un filtro di tre colori: rosso, verde, ambra. Il pilota in avvicinamento vedrà la luce rossa se troppo basso, verde se sul sentiero di discesa e ambra se troppo alto.[9] Questo sistema non è previsto dall'ICAO.[2]

### CGI
Questi ausili luminosi sono installati presso aeroporti dove le luci pista e altri sistemi ALS già disponibili non consentano l'adeguata individuazione della pista e dell'area di avvicinamento da parte del pilota di un aeromobile che effettui una procedura di circling. Consistono in luci di colore bianco fisse o lampeggianti di intensità e diffusione adeguati all'ambiente e alla luminosità ambientale circostante.
I CGI sono disposti in una o più delle seguenti configurazioni:
- posizionate sul prolungamento dell'asse pista;
- a indicare la posizione della soglia pista;
- a indicare la direzione e l'ubicazione della pista.

Il posizionamento e il numero dei CGS devono essere tali da consentire al pilota:
- di inserirsi nel braccio sottovento del circuito di traffico aeroportuale a una distanza tale dalla pista da consentirgli l'individuazione della soglia pista al traverso prima della virata base;
- di mantenere in vista la soglia pista o altri riferimenti visivi che rendano possibile la virata base del circuito e quindi l'inserimento nel tratto finale.

### Approach light beacon
Sono particolari fari aeronautici, utilizzati per rimarcare la posizione del prolungamento asse pista.

### RAI
Luci sequenziali lampeggianti che vengono installate solamente in aggiunta ad altri apparati ALS.

## Utilizzo
La normativa internazionale prescrive che, indipendentemente dal fatto che su un aerodromo venga o meno assicurato il servizio di controllo del traffico aereo, gli ALS installati per la pista in uso devono essere tenuti accesi continuamente:
- durante le ore notturne o qualora il centro del sole sia più di 6° al di sotto dell'orizzonte;
- ogni qualvolta le condizioni meteorologiche siano tali da renderlo opportuno per la sicurezza dei voli;
- su richiesta del pilota di un aeromobile in avvicinamento;
- qualora le luci della relativa pista in uso siano state accese.

Indipendentemente dalle condizioni precedenti, il VASIS deve essere sempre tenuto acceso quando la pista cui il sistema è asservito è in uso.